# Joris Schouten
Joris Jan Schouten (Blokker, 23 september 1926 – Amersfoort, 3 juli 2021) was een Nederlands politicus en landbouwvoorman. Hij zat namens de KVP en CDA in de Eerste Kamer.
Schouten kwam uit een boerengezin en zijn vader was wethouder in Blokker. Na de hbs doorliep Schouten de Hogere Landbouw School in Dordrecht en studeerde vervolgens economie aan de Katholieke Economische Hogeschool te Tilburg waar hij in 1955 afstudeerde. Daar was hij vervolgens werkzaam voor de Noordbrabantse Christelijke Boerenbond (NCB). Per 1967 werd Schouten hoofdredacteur van Boer en Tuinder, het weekblad van de Katholieke Nederlandse Boeren- en Tuindersbond (KNBTB). Schouten werd in 1975 voorzitter van de KNBTB als opvolger van Gérard Mertens. Van 1978 tot 1980 en van 1984 tot 1986 was hij tevens voorzitter van het Landbouwschap. Schouten was in 1982 een van de ondertekenaars van het Akkoord van Wassenaar. In 1989 nam hij afscheid bij de KNBTB. Namens de KNBTB had hij tussen 1967 en 1980 een radiocolumn bij de KRO, onder meer in Van twaalf tot twee.
Namens de KVP, die snel daarna tot CDA fuseerde, kwam Schouten in 1980 in de Eerste Kamer waar hij landbouwwoordvoerder werd. In 1981 keerde hij niet terug maar zat tussen 1983 en 1991 wederom in de Eerste Kamer. Hij bepleitte de belangen van de Nederlandse land- en tuinbouwers zowel in Den Haag als in Brussel.
Schouten was lid van de Sociaal-Economische Raad, lid van de raad van toezicht van Rabobank, voorzitter van de raad van bestuur van Stichting de Flevohof en voorzitter van de Radboudstichting Wetenschappelijk Onderwijsfond.

## Onderscheidingen
- Commandeur in de Orde van de H. Paus Silvester;[4]
- Officier in de Orde van Oranje-Nassau;
- Ridder in de Orde van de Nederlandse Leeuw.

- Parlement.com: vg09llmkzbzo